# Rosuvastatina
Rosuvastatina es un fármaco de origen totalmente sintético, miembro de la familia de las estatinas, usado para disminuir el colesterol y otros lípidos sanguíneos mediante la inhibición de la enzima HMG-CoA reductasa. Su uso previene enfermedades cardiovasculares.

## Historia
La rosuvastatina se comercializa como sal cálcica y el primer nombre comercial con el que se puso en el mercado fue CRESTOR®, marca perteneciente a la farmacéutica AstraZeneca, que adquirió los derechos mundiales a la compañía farmacéutica japonesa Shionogi & Co., Ltd. Su uso fue aprobado por primera vez en Países Bajos en el año 2002, y desde entonces ha sido aprobado en otros 23 países.

## Descripción
La rosuvastatina cálcica es un polvo blanco, amorfo, que es poco soluble en agua y metanol, y ligeramente soluble en etanol. Su comportamiento es como un compuesto hidrófobo.

## Farmacocinética

### Vías de administración (formas de uso)
Vía oral.

### Absorción
Se absorbe por vía oral, sin verse interferida esta absorción por los alimentos. Tras la administración de una dosis única se alcanza la concentración máxima plasmática entre las tres y las cinco horas. Alcanza una biodisponibilidad cercana al 20%.

### Distribución
La unión a proteínas plasmáticas es cercana al 88%, principalmente a albúminas.

### Metabolismo y metabolitos
El metabolismo es hepático, fundamentalmente a costa del CYP2C9. El principal metabolito es la N-desmetil rosuvastatina, la cual presenta actividad farmacológica pero de apenas un 10% de la actividad total, debido a su rápida metabolización.

### Excreción
Se elimina fundamentalmente por las heces (90%), con una vida media de eliminación de aproximadamente 19 horas.

## Farmacodinámica

### Mecanismo de acción
La rosuvastatina es un inhibidor de la 3-hidroxi-3-metilglutaril-coenzima A reductasa (HMG-CoA reductasa). Esta enzima cataliza un paso esencial de la vía del mevalonato, la conversión de la HMG-CoA a mevalonato, que es un metabolito clave en la biosíntesis de colesterol. En el esquema adjunto puede observarse el nivel de bloqueo de las estatinas así como de otras sustancias en la biosíntesis del colesterol.
La reacción concreta sería:

En la que una molécula de HMG-CoA se reduce mediante la actuación de la HMG-CoA reductasa y la coenzima NADPH dando como resultado mevalonato y CoA. La inhibición de la enzima se realiza de forma competitiva, parcial y reversible.
El bloqueo de la síntesis hepática del colesterol produce una activación de las proteínas reguladoras SREBP (sterol regulatory elements-binding proteins), que activan la transcripción de proteínas y, por tanto, producen una mayor expresión del gen del receptor de LDL y un aumento en la cantidad de receptores funcionales en el hepatocito.

### Efectos
Como consecuencia de la inhibición de la HMG-CoA disminuyen los niveles de colesterol total y LDL, sustancias íntimamente relacionadas con la aterosclerosis y el aumento del riesgo cardiovascular. La apolipoproteína B también disminuye sustancialmente durante el tratamiento con rosuvastatina. Además, aumenta moderadamente el C-HDL y reduce los triglicéridos plasmáticos. Como resultado de estos cambios, el cociente entre colesterol total y colesterol HDL , así como el cociente entre colesterol LDL y colesterol HDL, se reduce.

#### Estudios sobre rosuvastatina. El Programa GALAXY
El programa GALAXY es proyecto multicéntrico que incluye 55 países y consistente en la realización de 22 estudios de investigación sobre la rosuvastatina, que giran sobre tres áreas fundamentales:
- Estudio de los efectos de la rosuvastatina sobre los perfiles lipídicos aterogénicos y los marcadores de la inflamación.
- Estudios dirigidos a evaluar los efectos de la rosuvastatina sobre la placa de aterosclerosis.
- Estudios destinados a valorar el efecto de la rosuvastatina sobre la morbimortalidad cardiovascular.

Este proyecto está respaldado por el multinacional Astra-Zéneca, laboratorio que tiene la patente de la rosuvastatina, por lo que en cada publicación referente a cualquiera de los estudios incluidos hay obligación legal de advertir de los posibles conflictos de intereses de los científicos participantes en los mismos.
El programa GALAXY en el momento de su nacimiento incluyó los siguientes proyectos:
- Estudio de los efectos de la rosuvastatina sobre los perfiles lipídicos aterogénicos y los marcadores de la inflamación:
  - Estudio COMETS (COmparative study with rosuvastatin in subjects with METabolic Syndrome). Estudio aleatorizado, doble ciego de 12 semanas de duración que compara el efecto de la rosuvastatina frente a atorvastatina y placebo sobre los niveles de colesterol LDL en pacientes con síndrome metabólico y riesgo cardiovascular a los 10 años inferior al 10%.[5]
  - Estudio ECLIPSE (An Evaluation to Compare Lipid lowering effects of rosuvastatin and atorvastatin In force titrated subjects: a Prospective Study of Efficacy and tolerability). Estudio aleatorizado de 24 semanas de duración que compara la eficacia de rosuvastatina y atorvastatina en pacientes con hipercolesterolemia primaria y riesgo cardiovascular a los 10 años superior al 20%.[6]
  - Estudio EXPLORER (EXamination of Potential Lipid-modifying effects Of Rosuvastatin in combination with Ezetimibe versus Rosuvastatin alone). Ensayo aleatorizado abierto de 6 semanas de duración que compara la eficacia de rosuvastatina en combinación con ezetimibe frente a rosuvastatina sola en pacientes con hipercolesterolemia y riesgo cardiovascular a los 10 años superior al 20%.
  - Estudio MERCURY I (Measuring Effective Reductions in Cholesterol Using Rosuvastatin therapY I). Estudio aleatorizado abierto de 16 semanas de duración que compara la eficacia y la seguridad de rosuvastatina frente a atorvastatina, pravastatina y simvastatina en pacientes con hipercolesterolemia primaria, siguiendo los parámetros europeos.[7]

- - Estudio MERCURY II (Measuring Effective Reductions in Cholesterol Using Rosuvastatin therapY I II). Estudio aleatorizado abierto de 16 semanas de duración que compara la eficacia y la seguridad de rosuvastatina frente a atorvastatina y simvastatina en pacientes con hipercolesterolemia primaria, siguiendo los parámetros de la NCEP ATP III.[8]

- - Estudio POLARIS (Prospective Optimisation of Lipids by Atorvastatin or Rosuvastatin Investigated in high-risk Subjects with hypercholesterolaemia). Estudio aleatorizado doble ciego de 26 semanas de duración que compara la eficacia y seguridad de la rosuvastatina y la atorvastatina en pacientes con hipercolesterolemia y riesgo cardiovascular a los 10 años superior al 20%.[9]

- - Estudio PULSAR (Prospective study to evaluate the Utility of Low doses of the Statins Atorvastatin and Rosuvastatin). Estudio aleatorizado abierto que compara la seguridad y eficacia de rosuvastatina y atorvastatina a bajas dosis en pacientes con hipercolesterolemia y riesgo cardiovascular a los 10 años superior al 20%.[10]

- - Estudio STELLAR (Statin Therapies for Elevated Lipid Levels compared Across doses to Rosuvastatin). Estudio aleatorizado abierto que compara la eficacia de rosuvastatina frente a atorvastatina, pravastatina y simvastatina a dosis variables en pacientes con hipercolesterolemia primaria.[11]

- - Estudio DISCOVERY (DIrect Statin COmparison of LDL-C Values: an Evaluation of Rosuvastatin therapY). Estudio aleatorizado, abierto, de 12 semanas de duración, diseñado para evaluar la eficacia de la rosuvastatina frente a otras estatinas en pacientes con hpercolesterolemia primaria según los objetivos europeos de niveles de colesterol LDL.[12]
  - Estudio LUNAR (Limiting UNdertreatment of lipids in ACS with Rosuvastatin). Estudio aleatorizado, abierto, de 12 semanas de duración que compara rosuvastatina con atorvastatina en pacientes con síndromes coronarios agudos.
  - Estudio ORBITAL (Open label primary care study: Rosuvastatin Based compliance Initiatives linked to achievement of LDL goals). Estudio aleatorizado, abierto, de 24 semanas de duración que valora la eficacia de rosuvastatina sola o en combinación en pacientes con hipercolesterolemia primaria, según objetivos de colesterol LDL europeos.[13]
  - Estudio CENTAURUS (Comparison of the Effects Noted in The ApoB/ApoA-I ratio Using Rosuvastatin and atorvastatin in patients with acUte coronary Syndrome).
  - Estudio PLUTO, estudio pediátrico diseñado para estudiar el uso de rosuvastatina en niños con hipercolesterolemia familiar heterozigótica.
  - Estudio PLANET I (Prospective evaLuation of proteinuriA and reNal function in diabETic patients with progressive renal disease I).
  - Estudio PLANET II (Prospective evaLuation of proteinuriA and reNal function in diabETic patients with progressive renal disease II).
  - Estudio URANUS (The Use of Rosuvastatin versus Atorvastatin iN type 2 diabetes mellitUS). Estudio aleatorizado, doble ciego, que compara en pacientes diabéticos tipo II la respuesta del colesterol LDL ante el tratamiento con rosuvastatina o atorvastatina.[14]

- Estudios dirigidos a evaluar los efectos de la rosuvastatina sobre la placa de aterosclerosis:
  - Estudio ASTEROID (A Study To Evaluate the effect of Rosuvastatin On Intravascular ultrasound-Derived coronary atheroma burden). Estudio abierto de 24 meses de duración diseñado para evaluar los efectos de rosuvastatina sobre el grosor de la placa de ateroma coronaria.[15]  , [16]
  - Estudio METEOR (Measuring Effects on íntima media Thickness: an Evaluation Of Rosuvastatin). Estudio aleatorizado, doble ciego, de 24 meses de duración que evalúa el efecto de la rosuvastatina sobre la placa de ateroma carotídea en pacientes asíntomáticos con hipercolesterolemia de bajo riesgo.[17]
  - Estudio ORION (Outcome of Rosuvastatin treatment on carotid artery atheroma:a magnetic resonance Imaging ObservatioN). Estudio aleatorizado, doble ciego, de 24 meses de duración evalúa el efecto de la rosuvastatina a diferentes dosis sobre la placa carotídea de ateroma en pacientes hipercolesterolémicos asintomáticos.[18]
  - Estudio COSMOS (COronary atherosclerosis Study Measuring effects Of rosuvastatin using intravascular ultrasound in Japanese Subjects).

- Estudios destinados a valorar el efecto de la rosuvastatina sobre la morbimortalidad cardiovascular:
  - Estudio CORONA (COntrolled ROsuvastatin MultiNA tional Trial in Heart Failure). Estudio aleatorizado, doble ciego, que evalúa el efecto de la rosuvastatina en 5.016 pacientes con fallo cardíaco de etiología isquémica (NYHA II-IV) con tratamiento estándar.[19]
  - Estudio JUPITER (Justification for the Use of statins in Primary prevention: an Intervention Trial Evaluating Rosuvastatin). Estudio aleatorizado, doble ciego, que pretende estudiar en 15.000 pacientes la efectividad de la rosuvastatina en la prevención primaria de enfermedades cardiovasculares, frente a placebo.[20]
  - Estudio AURORA. (A study evaluating the Use of Rosuvastatin in patients requiring Ongoing Renal dialysis: an Assessment of survival and cardiovascular events). Estudio de 2775 pacientes con insuficiencia renal terminal y sometidos a hemodiálisis comparando los eventos cardiovasculares acaecidos en un grupo que utiliza rosuvastatina a dosis de 10 mg/día frente a grupo control con placebo.[21]

El número de pacientes incluidos en el total del programa está en torno a los 69.000. Esto da una gran potencia estadística a los resultados que se van obteniendo. La inmensa mayoría de estos estudios han finalizado, con la correspondiente publicación de los resultados. En los escasos estudios de larga duración que aún no se han publicado se suele disponer de avance de resultados.
Existen otros estudios paralelos, no incluidos inicialmente en el programa GALAXY y que en su mayoría están respaldados también por el laboratorio Astra-Zéneca. Estos otros estudios suelen ser comparativas con otros fármacos ya utilizados en la hipercolesterolemia. Algunos de los más interesantes serían:
- Estudio ANDROMEDA (A raNdomized, Double-blind study to compare Rosuvastatin [10 & 20 mg] and atOrvastatin [10 & 20 Mg] in patiEnts with type II DiAbetes).[22]
- Estudio CORALL (COmpare Rosuvastatin [10–40 mg] with Atorvastatin [20–80 mg] on apo B/apo A-1 ratio in patients with type 2 diabetes meLLitus and dyslipidaemia).
- Estudio SOLAR (Satisfying Optimal LDL-C ATP III goals with Rosuvastatin).[23]
- Estudio ARIES (the African-american Rosuvastatin Investigation of Efficacy and Safety trial).[24]
- Estudio STARSHIP.[25]
- Estudio ATOROS (treating to target patients with primary hyperlipidaemia: comparison of the effects of ATOrvastatin and ROSuvastatin).[26]

### Interacciones
Al ser metabolizada por el CYP2C9, los inductores de esta isoenzima disminuirán la concentración de rosuvastatina en sangre, mientras que los inhibidores la aumentarán.
| Inhibidores                                             | Inductores                               |
| - Fluvoxamina - Fluconazol - Ketoconazol - Metronidazol | - Rifampicina - Secobarbital - Fenitoína |

| Otros fármacos que interaccionan con rosuvastatina |                                        |
| Fármaco                                            | Resultados de la interacción           |
| Ciclosporina                                       | Aumenta la concentración máxima        |
| Gemfibrozilo, fenofibrato                          | Aumenta la concentración máxima        |
| Lopinavir, ritonavir                               | Aumenta la concentración máxima        |
| Antiácidos                                         | Disminuyen la absorción                |
| Eritromicina                                       | Disminuye la concentración máxima      |
| Anticoagulantes.                                   | Aumentan la efectividad anticoagulante |

## Uso clínico
Nombres comerciales
- Stafen (Ácido fenofíbrico/Rosuvastatina)
- Cardiomax (Rosuvastatina)
- Cardiomax Plus (Ezetimiba/Rosuvastatina)

### Indicaciones
- Pacientes con hiperlipidemia primaria y dislipemia mixta junto con la dieta para reducir los niveles elevados de colesterol total, LDL, ApoB, y triglicéridos y para incrementar el HDL.
- Pacientes con hipertrigliceridemia, junto con la dieta.
- Pacientes con hipercolesterolemia familiar homozigótica, para reducir el LDL, el colesterol total y la ApoB.
- Enlentecer la progresión de la placa arterial de ateroma.

### Efectos adversos
Para la valoración de las reacciones adversas (RAM) se tendrán en cuenta los criterios de la CIOSM.
| Reacciones adversas a Rosuvastatina |                 |                                                                                 |
| Sistema implicado                   | Grupo CIOSM     | Tipo de reacción                                                                |
| Varios                              | Muy frecuentes  | Mialgia, artralgias                                                             |
| Varios                              | Frecuentes.     | Cefalea, náuseas, dolor abdominal, elevaciones de CPK y transaminasas en sangre |
| Varios                              | Poco frecuentes | Trastornos de la memoria                                                        |
| Varios                              | Raros           | Hepatitis                                                                       |

### Contraindicaciones
- Hipersensibilidad a la rosuvastatina o alguno de los componentes de la presentación comercial.
- Pacientes con enfermedad hepática activa, incluyendo aquellos con elevaciones persistentes de transaminasas.
- Embarazo y lactancia.

### Presentaciones
Comprimidos de 5, 10, 20 y 40 mg de rosuvastatina cálcica.
Entre los excipientes habituales para este producto nos podemos encontrar:
- Celulosa microcristalina (E460 I).
- Lactosa monohidrato (lactosa anhidra).
- Fosfato de calcio tribásico (E540 - E544).
- Crospovidona.
- Estearato de magnesio (E470 B).
- Hipromelosa.
- Triacetina.
- Dióxido de titanio (E171).
- Óxido de hierro amarillo, rojo y óxido férrico (E172).